# Balur, Hangal
Balur là một làng thuộc tehsil Hangal, huyện Haveri, bang Karnataka, Ấn Độ.